# Rainer Ludwig Claisen
Rainer Ludwig Claisen (Colonia, 14 gennaio 1851 – Bad Godesberg, 5 gennaio 1930) è stato un chimico tedesco, conosciuto per i suoi lavori riguardanti la condensazione di composti carbonilici e la trasposizione sigmatropica di allil-fenil (o vinil) eteri. Elaborò un raccordo di vetreria, noto come tubo di Claisen, utilizzato per ottimizzare la procedura di distillazione.

## Biografia
Figlio di un giurista, nacque a Colonia e studiò chimica all'Università di Bonn (1869). Servì l'esercito in qualità di infermiere e continuò i suoi studi alla Georg-August Universität di Gottinga. Nel 1872 tornò all'Università di Bonn e dopo due anni iniziò la sua carriera accademica, lavorando all'interno del laboratorio di Kekulé. Ebbe l'occasione di collaborare con Emil Fisher durante la docenza onoraria all'Università di Berlino, iniziata nel 1904. 
Morì nel 1930 a Godesberg am Rhein, vicino a Bonn.